# Henri Second
Pour les articles homonymes, voir Second.
Henri Second, né le 10 septembre 1851 à Grenoble et mort le 1er août 1914 à La Tronche, est un journaliste et poète français. Il laissa de nombreux recueils de poèmes à la bibliothèque municipale de Grenoble.
Il a dirigé la partie littéraire de la revue L'Art moderne (1882-1883) aux côtés d'Henri Boutet qui dirigeait de la partie artistique.